# کودکان اعتیاد
کودکان اعتیاد به کسانی گفته می‌شود که حداقل در یک برهه از دوران خردسالی تا نوجوانی آنان، پدر یا مادرشان معتاد بوده باشد. اعتیاد والدین تأثیرات بسیاری بر سلامت جسمی و روحی فرزندان می‌گذارد. آمار نشان می‌دهد که احتمال معتاد شدن فرزندانی که والدین معتاد به مواد مخدر یا الکل داشته‌اند چهار برابر بیشتر از کودکانی است که والدین آن‌ها معتاد نبوده‌اند. اگرچه عوامل ژنتیکی نیز در ابتلا به بیماری اعتیاد دخیل هستند، با این حال الگوهای عاطفی، روانی و رفتاری که از والدین معتاد به کودکان انتقال می‌یابند باعث می‌شود که احتمال معتاد شدن این دسته از کودکان بیشتر از سایر افراد باشد. یک فرد معتاد می‌تواند زندگی خانواده خود را کاملاً از هم گسیخته نموده وآسیب هائی ایجاد کند که تأثیر آن تا پایان عمر باقی بماند. اعتیاد والدین نه تنها تأثیر ویرانگری بر روی زندگی خودشان دارد، بلکه اثرات بسیار شدیدی نیز بر روی فرزندان آن‌ها می‌گذارد.

## تاثیرات اعتیاد بر کودکان
به گفته انجمن ملی اعتیاد به مواد مخدر و سلامت آمریکا، اعتیاد والدین می‌تواند پیامدهای روحی روانی منفی برای کودکان به همراه داشته باشند. والدینی که به کرات مست کرده یا مواد مخدر مصرف می‌کنند، رفتارهایی غیرقابل پیش‌بینی دارند. رفتارهای این چنینی والدین در دراز مدت می‌تواند سبب ایجاد مشکلات روحی روانی در فرزندان شود.
والدین معتاد، اغلب متوجه مشکلاتی که ایمنی کودکان را تهدید می‌کنند نمی‌شوند. کودکان ممکن است در مکانی باشند که به علت فقدان نظارت والدین در معرض خطرات فیزیکی قرار بگیرند یا قربانی خشونت ورزی والدین شوند. والدین معتاد می‌توانند به وسیله رانندگی تحت تأثیر مخدر، بارداری همراه با اعتیاد به مواد مخدر و ... جان کودکان را تهدید کنند.
کودکانی که والدین آن‌ها مواد مخدر مصرف می‌کنند بیش از سایر همسالان شان با مشکلات تحصیلی و اخراج از مدرسه دست و پنجه نرم می‌کنند. به علت وجود بحران و آشوب در خانه، چنین کودکانی توانایی تمرکز کردن بر دروس را از دست می‌دهند و به افسردگی و دلشوره مبتلا می‌شوند.